# Ganlong (köpinghuvudort i Kina, Guizhou Sheng, lat 28,33, long 108,70)
Ganlong (kinesiska: 甘龙, 甘龙镇) är en köpinghuvudort i Kina. Den ligger i provinsen Guizhou, i den sydvästra delen av landet, omkring 280 kilometer nordost om provinshuvudstaden Guiyang. Antalet invånare är 19 211. Befolkningen består av 9 266 kvinnor och 9 945 män. Barn under 15 år utgör 29,0 %, vuxna 15-64 år 58 %, och äldre över 65 år 12,0 %.